# The Name of the Game
The Name of the Game is een nummer van de Zweedse popgroep ABBA. Het werd uitgebracht als eerste single van hun vijfde album The Album. Het nummer was niet zo'n enorm succes als eerdere nummers: alleen in het Verenigd Koninkrijk werd de eerste plaats in de hitlijst gehaald, in twaalf andere landen, waaronder Nederland, belandde het nummer in de top 10.

## Achtergrond
The Name of the Game had eerst de titel A Bit of Myself en was het eerste nummer dat werd opgenomen voor The Album. Het werd hun meest complexe compositie tot dan toe, Agnetha Fältskog en Anni-Frid Lyngstad zongen beiden, maar hadden alle twee ook een solo in het nummer.
De openingsmelodie is gebaseerd op het nummer I Wish van Stevie Wonder (1976). Zowel Andersson als Ulvaeus heeft toegegeven zich te hebben laten inspireren door Stevie Wonders muziek tijdens hun ABBA-tijd.
Een versie van The Name of the Game werd verwerkt in de film ABBA: The Movie uit 1977. Het nummer was toen nog niet af, maar werd om deze reden uitgegeven als eerste single van het album in oktober 1977. Oorspronkelijk stond het nummer Hole in Your Soul gepland als eerste singlerelease, maar deze plannen werden veranderd.
The Name of the Game gaat over een vrouw die verliefd is en wil weten wat de man er van denkt. Ze vraagt hem of het ook iets voor hem betekent, omdat zij er van opleeft bij hem in de buurt te zijn.

## Hitnotering
| The name of the game in de Nederlandse Top 40 binnen: 29 oktober 1977 | The name of the game in de Nederlandse Top 40 binnen: 29 oktober 1977 | The name of the game in de Nederlandse Top 40 binnen: 29 oktober 1977 | The name of the game in de Nederlandse Top 40 binnen: 29 oktober 1977 | The name of the game in de Nederlandse Top 40 binnen: 29 oktober 1977 | The name of the game in de Nederlandse Top 40 binnen: 29 oktober 1977 | The name of the game in de Nederlandse Top 40 binnen: 29 oktober 1977 | The name of the game in de Nederlandse Top 40 binnen: 29 oktober 1977 | The name of the game in de Nederlandse Top 40 binnen: 29 oktober 1977 | The name of the game in de Nederlandse Top 40 binnen: 29 oktober 1977 | The name of the game in de Nederlandse Top 40 binnen: 29 oktober 1977 |
| Week                                                                  | 1                                                                     | 2                                                                     | 3                                                                     | 4                                                                     | 5                                                                     | 6                                                                     | 7                                                                     | 8                                                                     | 9                                                                     |                                                                       |
| --------------------------------------------------------------------- | --------------------------------------------------------------------- | --------------------------------------------------------------------- | --------------------------------------------------------------------- | --------------------------------------------------------------------- | --------------------------------------------------------------------- | --------------------------------------------------------------------- | --------------------------------------------------------------------- | --------------------------------------------------------------------- | --------------------------------------------------------------------- | --------------------------------------------------------------------- |
| Positie                                                               | 9                                                                     | 4                                                                     | 2                                                                     | 4                                                                     | 15                                                                    | 16                                                                    | 27                                                                    | 30                                                                    | 36                                                                    | uit                                                                   |

| The name of the game in de Nederlandse Single Top 100 binnen: 29 oktober 1977 | The name of the game in de Nederlandse Single Top 100 binnen: 29 oktober 1977 | The name of the game in de Nederlandse Single Top 100 binnen: 29 oktober 1977 | The name of the game in de Nederlandse Single Top 100 binnen: 29 oktober 1977 | The name of the game in de Nederlandse Single Top 100 binnen: 29 oktober 1977 | The name of the game in de Nederlandse Single Top 100 binnen: 29 oktober 1977 | The name of the game in de Nederlandse Single Top 100 binnen: 29 oktober 1977 | The name of the game in de Nederlandse Single Top 100 binnen: 29 oktober 1977 | The name of the game in de Nederlandse Single Top 100 binnen: 29 oktober 1977 | The name of the game in de Nederlandse Single Top 100 binnen: 29 oktober 1977 | The name of the game in de Nederlandse Single Top 100 binnen: 29 oktober 1977 | The name of the game in de Nederlandse Single Top 100 binnen: 29 oktober 1977 | The name of the game in de Nederlandse Single Top 100 binnen: 29 oktober 1977 |
| Week                                                                          | 1                                                                             | 2                                                                             | 3                                                                             | 4                                                                             | 5                                                                             | 6                                                                             | 7                                                                             | 8                                                                             | 9                                                                             | 10                                                                            | 11                                                                            |                                                                               |
| ----------------------------------------------------------------------------- | ----------------------------------------------------------------------------- | ----------------------------------------------------------------------------- | ----------------------------------------------------------------------------- | ----------------------------------------------------------------------------- | ----------------------------------------------------------------------------- | ----------------------------------------------------------------------------- | ----------------------------------------------------------------------------- | ----------------------------------------------------------------------------- | ----------------------------------------------------------------------------- | ----------------------------------------------------------------------------- | ----------------------------------------------------------------------------- | ----------------------------------------------------------------------------- |
| Positie                                                                       | 9                                                                             | 4                                                                             | 2                                                                             | 2                                                                             | 2                                                                             | 3                                                                             | 5                                                                             | 11                                                                            | 19                                                                            | 26                                                                            | 28                                                                            | uit                                                                           |

### Evergreen Top 1000
| Evergreen Top 1000 "The Name Of The Game" | Evergreen Top 1000 "The Name Of The Game" | Evergreen Top 1000 "The Name Of The Game" | Evergreen Top 1000 "The Name Of The Game" | Evergreen Top 1000 "The Name Of The Game" | Evergreen Top 1000 "The Name Of The Game" | Evergreen Top 1000 "The Name Of The Game" | Evergreen Top 1000 "The Name Of The Game" | Evergreen Top 1000 "The Name Of The Game" | Evergreen Top 1000 "The Name Of The Game" | Evergreen Top 1000 "The Name Of The Game" |
| Jaar                                      | 2008                                      | 2009                                      | 2010                                      | 2011                                      | 2012                                      | 2013                                      | 2014                                      | 2015                                      | 2016                                      | 2017                                      |
| ----------------------------------------- | ----------------------------------------- | ----------------------------------------- | ----------------------------------------- | ----------------------------------------- | ----------------------------------------- | ----------------------------------------- | ----------------------------------------- | ----------------------------------------- | ----------------------------------------- | ----------------------------------------- |
| Positie                                   | -                                         | -                                         | -                                         | -                                         | -                                         | -                                         | 620                                       | -                                         | -                                         | -                                         |

### NPO Radio 2 Top 2000
| Nummer met noteringen in de NPO Radio 2 Top 2000 | '99 | '00 | '01 | '02  | '03  | '04  | '05  | '06  | '07  | '08  | '09  | '10  | '11  | '12  | '13  | '14  | '15  | '16  | '17  | '18  | '19  | '20  | '21  | '22  | '23  | '24  |
| ------------------------------------------------ | --- | --- | --- | ---- | ---- | ---- | ---- | ---- | ---- | ---- | ---- | ---- | ---- | ---- | ---- | ---- | ---- | ---- | ---- | ---- | ---- | ---- | ---- | ---- | ---- | ---- |
| The Name of the Game                             | 750 | 769 | 936 | 1126 | 1481 | 1470 | 1485 | 1648 | 1269 | 1396 | 1442 | 1640 | 1752 | 1500 | 1690 | 1569 | 1673 | 1690 | 1531 | 1151 | 1439 | 1393 | 1231 | 1460 | 1455 | 1761 |

1. ↑  Een vetgedrukt getal geeft de hoogste notering aan.

## Trivia
- Het nummer komt voor in de musical Mamma Mia!. Hierin wordt het gezongen door Sophie en Bill (een van haar mogelijke vaders). Zij probeert hem over te halen niet met Donna (Sophies moeder) te praten over zijn mogelijke vaderschap. Ze komen tot de conclusie dat hij wellicht de vader is, en besluiten dat hij haar naar het altaar zal begeleiden tijdens Sophies bruiloft de volgende dag. In de film Mamma Mia zingt Amanda Seyfried het nummer met Stellan Skarsgård in een verwijderde scène.
- Een sample van The Name of the Game werd gebruikt in het nummer Rumble in the Jungle (1996) van de Fugees. Het was de eerste keer dat een nummer van ABBA legaal werd gebruikt in een ander nummer.